# Умершие в марте 2023 года
Это список известных людей, соответствующих установленным критериям значимости (см. Википедия:Критерии значимости персоналий), умерших в марте 2023 года.
Причина смерти указывается лишь в исключительных случаях (убийство, самоубийство, гибель в результате военных действий, смертная казнь, ДТП или несчастные случаи). В остальных случаях — не указывается.

## 31 марта
- Барбусано, Хуан (77) — испанский самбист, чемпион Европы (1974), серебряный (1973) и бронзовый (1974) призёр чемпионатов мира[1].
- Бганба, Лили Дугужовна (85) — советский и абхазский государственный деятель, министр торговли Абхазской АССР (1972—1992), министр финансов Республики Абхазия (1993—2005)[2].
- Ван Хайфэн (102) — китайский военный деятель и политик, депутат Всекитайского собрания народных представителей (1978—1983, 1988—1993)[3].
- Вдовичева, Евгения Аркадьевна (86) — советский и российский живописец[4].
- Денисенко, Александр Иванович (75) — советский и российский писатель и поэт[5].
- Живков, Христо (48) — болгарский киноактёр[6].
- Исаев, Кусеин (85) — советский и киргизский экономист и социолог, доктор экономических наук (1984), профессор (1985)[7].
- Колосов, Олег Сергеевич (81) — российский учёный в области автоматики и телемеханики, доктор технических наук (1992), профессор МЭИ (1994)[8].
- Костюченкова, Ирина Анатольевна (61) — советская и украинская легкоатлетка и тренер, чемпионка Универсиады в метании копья (1987), участница Олимпийских игр (1988, 1992); убийство[9].
- Ламтюгина, Асья[англ.] (82) — польская актриса, режиссёр и писатель[10].
- Макдермотт, Мерсия (95) — английская писательница и историк[11].
- Меринов, Виталий Александрович (32) — украинский боксёр, четырёхкратный чемпион мира по кикбоксингу, участник российско-украинской войны; умер от ран[12].
- Намалиу, Рабби (75) — премьер-министр Папуа — Новой Гвинеи (1988—1992)[13].
- Панайотти, Мими[исп.] (85) — гондурасская писательница и журналистка[14].
- Парницкий, Станислав[словац.] (77) — словацкий кинорежиссёр и сценарист[15].
- Томас, Сара[англ.] (88) — индийская писательница[16].
- Торат, Сандипан[англ.] (90) — индийский политик, депутат Лок сабхи (1977—1999)[17].
- Трепавлов, Вадим Винцерович (62) — российский историк-тюрколог, член-корреспондент РАН (2022)[18].
- Троицкий, Георгий Константинович (86) — советский и российский государственный и партийный деятель, председатель Армавирского горисполкома (1973—1982), глава администрации Армавира (1992—1996)[19].
- Ульянич, Борис[итал.] (98) — итальянский политический деятель, сенатор (1979—1992)[20].
- Хаас, Алоиз (91) — немецкий химик-неорганик, иностранный член НАН Украины (1994)[21].
- Шобокши, Осама[араб.] (79) — саудовский дипломат и политический деятель, министр здравоохранения (1995—2003), посол в Германии (2004—2015)[22].
- Щербинин, Сергей Кузьмич (72) — советский и российский спортсмен (мотоспорт) и тренер, 11-кратный чемпион СССР и России, заслуженный тренер России[23].

## 30 марта
- Абакаров, Магомед Абакарович (84) — советский и российский дирижёр, народный артист Дагестана (2005)[24].
- Бекерони, Леандро[итал.] (72) — итальянский мотогонщик, чемпион Европы (1981)[25].
- Визельтир, Меир (82) — израильский поэт[26].
- Гомес-Лакуэва, Лаура[исп.] (48) — испанская актриса[27].
- Климко, Николай Николаевич (67) — российский терапевт, доктор медицинских наук (1997), профессор, заведующий кафедрой клинической микологии, аллергологии и иммунологии СЗГМУ им. И. И. Мечникова[28].
- Лейсен, Йохан (73) — бельгийский актёр[29].
- Рагайи, Элемер (83) — венгерский кинооператор, кинорежиссёр, сценарист и актёр[30].
- Рудман, Майкл[англ.] (84) — американский режиссёр[31].
- Сингх Бундела, Суджан[англ.] (76) — индийский политик, депутат Лок сабхи (1984—1989, 1999—2004)[32].
- Спевак, Павел[пол.] (71) — польский социолог и историк, депутат Сейма (2005—2007), директор Еврейского исторического института (2011—2020)[33].

## 29 марта
- Бапат, Гириш[англ.] (72) — индийский политик, депутат Лок сабхи (c 2019)[34].
- Баролини, Хелен (97) — американская писательница, редактор и переводчица[35].
- Демахин, Юрий Васильевич (84) — советский и российский деятель пожарной охраны[36].
- Дерюгина, Альбина Николаевна (91) — советский и украинский тренер по художественной гимнастике, заслуженный тренер СССР, Герой Украины (2002), мать Ирины Дерюгиной[37].
- Джавадов, Арастун Нуреддин оглы (74) — азербайджанский политический деятель, депутат Милли меджлиса (2005—2015)[38].
- Керин, Джон[англ.] (85) — австралийский политик, министр транспорта (1991) и торговли (1991—1993), член Палаты представителей (1972—1975, 1978—1993)[39].
- Корин, Леонид Евгеньевич (47) — российский сценарист, участник российско-украинской войны; погиб в бою[40]
- Нараянасвами, Йерра[англ.] (91) — индийский политический деятель, депутат Лок сабхи (1994—1999)[41].
- Оюн, Вадим Орамбалович (79) — советский и российский работник сельского хозяйства и политик, депутат Верховного Совета СССР (1984—1989)[42].
- Санчес, Жилмара[порт.] (79) — бразильская актриса и актриса дубляжа[43].
- Сиддики, Нур-и Алам[англ.] (82) — бангладешский политик, депутат Национальной ассамблеи (1973—1976)[44].
- Сундарам, Виван[англ.] (79) — индийский художник[45].
- Уэст, Стюарт (88) — австралийский политический деятель, член Палаты представителей (1977—1993), министр по градостроительству (1984—1987) и по административным услугам (1987—1990)[46].

## 28 марта
- Битяк, Юрий Прокофьевич (73) — украинский правовед, академик НАПрНУ (2008)[47].
- Динер, Теодор Отто (102) — американский фитопатолог, впервые открывший и описавший патогены растений — вироиды, лауреат премии Вольфа по сельскому хозяйству (1987)[48].
- Жедовский, Ежи (96) — мексиканский ботаник[49].
- Нандасири, Санатх[англ.] (81) — ланкийский певец, музыкант и композитор[50].
- О’Грэди, Пол[англ.] (67) — английский комедийный актёр и телеведущий[51].
- Перера, Джозеф Майкл[там.] (81) — ланкийский политический деятель, член (с 1976) и спикер (2001—2004) Парламента, министр внутренних дел (2015)[52].
- Сакамото, Рюити (71) — японский музыкант, композитор, продюсер[53].
- Стрёмштедт, Маргарета[швед.] (91) — шведская писательница, журналистка и переводчица[54].
- Табеева, Дина Мухамедовна (93) — советский и российский невролог, доктор медицинских наук (1981), профессор ГИДУВа (1982), вдова Фикрята Табеева[55].
- Шефер, Манфред (80) — австралийский футболист, игравший в национальной сборной (1967—1974), и футбольный тренер[56].
- Яшек, Ладислав[чеш.] (93) — чешский и австралийский скрипач и дирижёр[57].

## 27 марта
- Бекиев, Мухаммед (72) — советский и туркменский актёр, народный артист Туркменистана (2008)[58].
- Варнавский, Александр Анатольевич (65) — старший тренер сборных СССР и России по конному спорту[59].
- Галифианакис, Ник (94) — американский адвокат и политик, член Палаты представителей (1967—1973)[60].
- Гарленд, Ннека (49) — американский телепродюсер, лауреат премии «Эмми»[61].
- Гебру, Эмахой Цегуэ-Марьям[англ.] (99) — эфиопская монахиня, пианистка и композитор[62].
- Де Би, Вим[нидерл.] (83) — нидерландский комик, писатель и певец[63].
- Лаврищев, Андрей Васильевич (63) — российский государственный деятель, руководитель Федерального агентства морского и речного транспорта (2021—2022)[64].
- Лэвелл, Кэрол[англ.] (79) — американская наездница, бронзовый призёр Олимпийских игр (1992)[65].
- Мина, Джанни[итал.] (84) — итальянский журналист, писатель, телеведущий[66].
- Нагель, Константин Иванович (69) — российский бизнесмен, основатель «Забайкальской инвестиционной компании» (1998)[67].
- Смирнов, Владимир Иванович (74) — советский и российский актёр театра и кино, заслуженный артист Российской Федерации (1997)[68].
- Макс Хардкор (66) — американский актёр, продюсер и режиссёр порнографических фильмов[69].
- Хью, Чарльз[англ.] (88) — американский наездник, бронзовый призёр Олимпийских игр (1952)[70].
- Швейцер, Виктория Александровна (91) — американский литературовед и историк литературы, биограф Марины Цветаевой[71].
- Энгюр, Коксал[тур.] (77) — турецкий актёр[72].

## 26 марта
- Атамалян, Рудольф Сергеевич (76) — советский футболист, советский и российский футбольный тренер[73].
- Бен-Амос, Дан (88) — американский фольклорист[74].
- Высоцкий, Пётр[пол.] (86) — польский актёр; несчастный случай[75].
- Голицын, Владимир Владимирович (76) — советский и российский юрист-международник, доктор юридических наук (2008), профессор МГИМО (2007)[76].
- Дершовиц, Цви (94) — американский раввин[77].
- Дийя, Оладипо[англ.] (78) — нигерийский генерал, начальник Генштаба (1993—1997), губернатор штата Огун (1984—1985)[78].
- Дупак, Николай Лукьянович (101) — советский и российский актёр и режиссёр, заслуженный артист РСФСР (1980)[79].
- Иннасент (75) — индийский киноактёр и политик, депутат Лок сабхи (2014—2019)[80].
- Кодама, Мария (86) — аргентинская переводчица, вдова Хорхе Луиса Борхеса[81].
- Коллар, Жак[фр.] (91) — бельгийский актёр[82].
- Лисицкий, Дмитрий Михайлович (48) — российский военнослужащий, Герой Российской Федерации (2015)[83].
- Марескотти, Ивано[итал.] (77) — итальянский киноактёр[84].
- Морено, Мирея[исп.] (91) — чилийская актриса[85].
- Муруа, Хуан Карлос (87) — аргентинский футболист, игрок национальной сборной, чемпион Южной Америки (1959)[86].
- Ослер, Томас Джозеф[англ.] (82) — американский математик, бегун на длинные дистанции и писатель[87].
- Осмонов, Асанкул (88) — советский и киргизский актёр театра и кино, народный артист Киргизской ССР (1990)[88].
- Ради, Абдельвахед[фр.] (88) — марокканский государственный деятель и политик, председатель Палаты представителей (1997—2007, 2010—2011), министр юстиции (2007—2010)[89].
- Раубер, Карл Йозеф (88) — немецкий кардинал-дьякон с титулярной диаконией Сан-Антонио-ди-Падова-а-Чирконваллационе-Аппиа (с 2015 года)[90].
- Томас, Дональд Майкл (88) — английский поэт, переводчик, прозаик[91].
- Чигарёв, Михаил Михайлович (78) — советский и российский актёр театра, кино и дубляжа[92].
- Шифельбуш, Вольфганг (81) — немецкий историк культуры и публицист[93].
- Шюлер, Клаудия[исп.] (35) — чилийская хоккеистка (хоккей на траве), игрок национальной сборной, бронзовый призёр Панамериканских игр (2011)[94].

## 25 марта
- Бочек, Эмиль[чеш.] (100) — чешский военный деятель, генерал армии, кавалер ордена Белого льва первой степени (2019)[95].
- Зив, Яаков (91) — израильский математик, известный созданием алгоритмов сжатия LZ77 и LZ78 совместно с Авраамом Лемпелем[96].
- Кротов, Павел Вадимович (30) — российский лыжник-фристайлист, чемпион мира (2021), участник Олимпийских игр (2014, 2018)[97].
- Ллойд Уэббер, Ник[англ.] (43) — британский композитор и автор песен[98].
- Лопес Родригес, Хавьер (Чабело)[исп.] (88) — мексикано-американский актёр, комик и телеведущий[99].
- Мокумби, Пашкуал (81) — мозамбикский политик, премьер-министр (1994—2004)[100].
- Мулла, Муса[англ.] (88) — южноафриканский активист и дипломат[101].
- Павлов, Николай Викторович (74) — российский дипломат, посол в Монголии (1996—1999) и в Армении (2005—2009)[102].
- Рихтер, Ханс[нем.] (63) — восточногерманский футболист[103].
- Тристан[исп.] (85) — аргентинский актёр и комик[104].
- Хорземпа, Дэниэл[англ.] (78) — американский органист и композитор[105].

## 24 марта
- Авамори, Такаси[яп.] (84) — японский политик, член Палаты советников (1989—1995)[106].
- Апостолидес, Жан-Мари[фр.] (79) — французский писатель и режиссёр[107].
- Вуланович, Ратко[серб.] (81/82) — югославский и сербский скульптор[108].
- Ганнинг, Кристофер (78) — британский композитор[109].
- Джонсон, Скотт (70) — американский композитор[110].
- Йолтуховский, Виктор Михайлович (75) — капитан 1 ранга, доктор военных наук, профессор, писатель[111].
- Мур, Гордон (94) — американский предприниматель, сооснователь компании «Intel» (1968), основоположник «закона Мура»[112].
- Саркар, Прадип (67) — индийский кинорежиссёр и продюсер[113].

## 23 марта
- Ганилау, Эпели[англ.] (71) — фиджийский политический деятель, министр по делам Фиджи (2007—2008), председатель Большого Совета вождей (2001—2004)[114].
- Догадаев, Владимир Павлович (96) — советский и российский прозаик, поэт и журналист[115].
- Зелич, Израиль[англ.] (98) — американский эколог и фитопатолог[116].
- Киносита, Тоитиро (98) —  японский и американский физик-теоретик, профессор Корнеллского университета, член Национальной академии наук США (1991), лауреат премии Сакураи (1990)[117]
- Корнев, Пётр Казимирович (75) — советский и российский джазовый пианист и композитор, заслуженный артист Российской Федерации (2005)[118]
- Кофуэд-Ларсен, Ригмор[норв.] (79) — норвежский политический деятель, депутат Стортинга (1997—2001)[119].
- Максимова, Нина Афанасьевна (97) — советская и российская деятельница кино, редактор Центральной студии документальных фильмов[120].
- Марзыньский, Мариан[пол.] (85) — польско-американский журналист и режиссёр[121].
- Нейштадт, Яков Исаевич (99) — советский и израильский шахматист и шахматный литератор[122].
- Рид, Кит (76) — английский автор текстов песен[123].
- Фергюс, Говард[англ.] (85) — монтсерратский писатель и историк, и. о. губернатора Монтсеррата (2001, 2004, 2007)[124].

## 22 марта
- Адаменко, Игорь Николаевич (84) — советский и украинский физик-теоретик, специалист по квантовым жидкостям[125].
- Басман Бен-Хаим, Ривка[ивр.] (98) — израильская поэтесса на идише[126].
- Воронов, Георгий Анатольевич (87) — советский и российский эколог, биогеограф, доктор географических наук[127].
- Гилани, Ахмад Самеи[перс.] (102) — иранский переводчик и редактор[128].
- Дан, Дзиро[яп.] (74) — японский актёр[129].
- Джонс, Ребекка[исп.] (65) — мексиканская киноактриса[130].
- Зарембский, Анджей[пол.] (65) — польский политик и журналист, депутат Сейма (1991—1993)[131].
- Нэпп, Тони[англ.] (86) — английский футболист и тренер, тренер сборной Исландии по футболу (1974—1977, 1984—1985)[132].
- Салани, Люси (98) — итальянская активистка, единственная итальянская трансгендерная женщина, выжившая в концлагере[133].
- Фарбер, Дебора Ароновна (98) — советский и российский учёный-нейрофизиолог, психолог и педагог, доктор биологических наук (1968), профессор (1971), академик РАО (1992)[134].
- Феофилакт (Моисеев) (73) — архиерей Русской православной церкви, епископ Брянский и Севский (2002—2011), Дмитровский (2011—2021) и Мытищинский (2021)[135].
- Чуров, Владимир Евгеньевич (70) — российский политический деятель, депутат Государственной думы (2003—2007), председатель ЦИК РФ (2007—2016), посол по особым поручениям МИДа (с 2016)[136].
- Шош, Вера (92) — венгерский математик, действительный член Венгерской академии наук (1990)[137].
- Эне, Джон[англ.] (52) — румынский футболист («Брашов») и тренер[138].

## 21 марта
- Белл, Вилли (85) — шотландский футболист, игрок национальной сборной[139].
- Брак, Рольф[нем.] (69) — немецкий гандболист и тренер, тренер мужской сборной Швейцарии (2013—2016)[140].
- Горишек, Янез[словен.] (89) — словенский инженер и архитектор, конструктор лыжных трамплинов, участник Олимпийских игр в прыжках на лыжах с трамплина (1956)[141].
- Иванчин, Геннадий Иванович (84) — советский и российский художник-монументалист[142]
- Козаренко, Александр Владимирович[укр.] (59) — украинский композитор, пианист, музыковед[143].
- Лориус, Клод (91) — французский гляциолог и климатолог, член Французской академии наук (1994), Европейской академии (1989), иностранный член Российской академии наук (1994)[144].
- Мазелли, Франческо (92) — итальянский сценарист, кинорежиссёр и продюсер[145].
- Маргграф, Вольфганг (89) — немецкий музыковед и музыкальный педагог, ректор Веймарской Высшей школы музыки (1990—1993)[146].
- Нюканен, Харри[фин.] (69) — финский писатель[147].
- Рид, Уиллис (80) — американский баскетболист, игрок национальной сборной, чемпион Панамериканских игр (1963)[148].
- Систер, Владимир Григорьевич (78) — советский и российский химик и политик, член-корреспондент РАН (2003), префект Северо-Восточного административного округа Москвы (1991—2000)[149].
- Уэрнер, Питер (76) — американский режиссёр и продюсер, обладатель премии «Оскар» за лучший игровой короткометражный фильм (1977)[150]
- Хазом, Йехезкель (76) — израильский футболист, игрок сборной Израиля[151].
- Штайнман, Хайнц (85) — немецкий футболист, игрок сборной ФРГ[152].
- Эткин, Жак (72) — американский кинооператор[153].

## 20 марта
- Белава, Сядба Перкаса[англ.] (21) — индонезийский бадминтонист, бронзовый призёр Кубка Томаса (2022), победитель Иран Фаджр Интернэшнл (2023); ДТП[154].
- Гарднер, Дейв[англ.] (70) — канадский хоккеист («Монреаль Канадиенс», «Сент-Луис Блюз», «Калифорния Голден Силз», «Филадельфия Флайерз»)[155].
- Джонстон, Боб[англ.] (98) — австралийский экономист, президент Резервного банка Австралии (1982—1989)[156].
- Зеани, Вирджиния[рум.] (97) — румынская оперная певица (сопрано)[157].
- Ильницкая-Мондры, Мария[пол.] (77) — польский врач и политик, председатель сеймика Западно-Поморского воеводства (с 2018)[158].
- Иоаннисян, Олег Михайлович (71) — советский и российский археолог и градозащитник, сотрудник Эрмитажа, лауреат Премии фонда имени Д. С. Лихачёва (2014)[159].
- Кох, Татьяна Леонидовна (68) — советская и российская цирковая артистка, народная артистка Российской Федерации (2002)[160].
- Крус, Освальдо (91) — аргентинский футболист, игрок национальной сборной, чемпион Южной Америки (1955, 1957)[161].
- Михалевич, Людмила Васильевна[укр.] (86) — советский и украинский кинорежиссёр-документалист и сценарист[162].
- Норрис, Терри[англ.] (92) — австралийский актёр[163].
- Рубайи, Маджид (83) — иракский писатель[164].
- Осей, Энтони Акото (69) — ганский банкир, политик и государственный деятель, министр финансов и экономического планирования (2007—2009), депутат Парламента (с 2005)[165].
- Решетников, Василий Васильевич (103) — советский военачальник, заслуженный военный лётчик СССР (1965), генерал-полковник авиации (1970), Герой Советского Союза (1943)[166].
- Ривз, Майкл (72) — американский писатель и сценарист анимационных сериалов, лауреат премии «Эмми» (1993)[167].
- Рингсдорф, Хельмут[нем.] (93) — немецкий химик, иностранный член РАН (1999)[168].
- Свиргунов, Дмитрий Андреевич (34) — российский музыкант, основатель группы Cream Soda; несчастный случай[169].
- Таллауг, Анита[норв.] (85) — норвежская певица, участница Евровидения (1963) и актриса (Blonde in Bondage, I moralens navn)[170].
- Эрво, Моник[фр.] (94) — французская писательница и активистка[171].

## 19 марта
- Гауснер, Иван (70) — чешский шахматист[172].
- Грант, Пол[англ.] (56) — британский актёр[173].
- Заляльдинов, Эмиль Усманович (89) — советский и российский татарский певец, народный артист Татарской АССР (1973), заслуженный артист РСФСР (1982)[174].
- Марисоль Маларет Контрерас (73) — пуэрториканская телеведущая и модель, «Мисс Вселенная» (1970)[175].
- Надовеза, Петар (80) — югославский футболист, игрок национальной сборной, югославский и хорватский тренер[176].
- Панкратов, Леонид Яковлевич (91) — советский передовик промышленного производства, Герой Социалистического Труда (1963)[177].
- Робертс, Ральф[англ.] (87) — новозеландский яхтсмен, участник Олимпийских игр (1960 и 1968)[178].
- Туʻиʻонетоа, Похива (71) — тонганский политик и государственный деятель, премьер-министр (2019—2021), депутат Законодательного собрания (с 2014)[179].
- Фавье, Жан-Жак (73) — французский космонавт[180].
- Юсупова, Нафиса Исламовна (70) — российский физик, доктор технических наук (1998), профессор УГАТУ (1998)[181].

## 18 марта
- Валитов, Раиль Бакирович (83) — советский и российский химик-технолог, доктор технических наук (1973), профессор (1976), член-корресподент АН РБ[182].
- Глория Деа (100) — американская актриса и мастер магии[183].
- Елбонов, Михаил Гомбоевич (77) — советский и российский бурятский актёр, народный артист Российской Федерации (1995)[184].
- Линдси, Роберт (96) — шотландский наследственный пэр и британский консервативный политик, член Палаты общин (1955—1974) и Палаты лордов (1974—2019), государственный министр по оборонным закупкам (1970—1972), государственный министр по вопросам международной окружающей среды (1972—1974), граф Кроуфорд и граф Балкаррес (с 1975)[185].
- Паавола, Пекка (89) — финский политик, министр юстиции (1972)[186]
- Поватил, Джозеф[англ.] (92) — индийский сиро-малабарский католический прелат, епископ Канджирапалли (1977—1985), архиепископ Чанганачерри (1985—2007)[187]
- Родон, Франсиско[англ.] (88) — пуэрториканский художник[188].
- Синау, Валерий Николаевич (78) — советский футболист, советский и российский футбольный тренер, заслуженный тренер РСФСР[189].
- Сольбес, Педро (80) — испанский политик, министр экономики и финансов (2004—2009)[190].
- Чернавин, Владимир Николаевич (94) — советский военачальник, Главнокомандующий ВМФ СССР — заместитель министра обороны СССР (1985—1991), адмирал флота (1983), Герой Советского Союза (1981)[191].
- Яри, Лабо[англ.] (80) — нигерийский писатель[192].

## 17 марта
- Борнацин, Джорджо[итал.] (73) — итальянский политик, сенатор (1996—2001, 2006—2013) и член Палаты депутатов (2001—2006)[193].
- Валенсуэла, Лаура[исп.] (92) — испанская телеведущая, актриса и модель[194].
- Вандевиль, Жак (92) — французский гобоист[195].
- Голдрик, Джеймс[англ.] (64—65) — австралийский военно-морской историк, контр-адмирал[196].
- Джамбазов, Иван[болг.] (90) — болгарский актёр театра и кино, актёр и режиссёр дубляжа, футболист[197].
- Дженретт, Джон[англ.] (86) — американский политик, член Палаты представителей (1975—1980)[198].
- Джиролами, Пол[англ.] (97) — британский и итальянский бизнесмен, генеральный исполнительный директор (1980—1986) и председатель правления (1985—1994) компании «GlaxoSmithKline»[199].
- Матвеева, Валентина Егоровна (88) — советская прядильщица, Герой Социалистического Труда (1966)[200].
- Ндонго Эссомба, Жан Бернар[фр.] — камерунский политический деятель, депутат Национального собрания[201].
- Паркаи, Иштван (94) — венгерский дирижёр и музыкальный педагог[202].
- Реддик, Лэнс (60) — американский актёр[203].
- Серве, Рауль (94) — бельгийский кинорежиссёр-аниматор, художник комиксов[204].
- Трой, Гай[англ.] (100) — американский пятиборец, участник Олимпийских игр (1952)[205].
- Угрешич, Дубравка (73) — югославская и хорватская писательница и публицист, переводчик русской литературы[206].
- Цюльх, Тильман[англ.] (83) — немецкий правозащитник, основатель и генеральный секретарь Общества защиты уязвимых народов (с 1970)[207].
- Эдвардс, Хорхе (91) — чилийский писатель, журналист и дипломат[208].

## 16 марта
- Аверченко, Виталий Петрович (85) — украинский актёр и режиссёр, народный артист Украины (1992)[209].
- Бурдыляк, Сергей Анатольевич (57) — украинский дипломат. Чрезвычайный и Полномочный Посол Украины в Исламской Республике Иран (2015—2022)[210].
- Виджаджа, Нани[индон.] (78) — индонезийская актриса[211].
- Голд, Жаклин[англ.] (62) — британская предпринимательница, глава компании «Ann Summers»[212].
- Леонтьев, Сергей Валентинович (60) — российский фотограф[213].
- Матхаи, Анна Суджатха[англ.] (89) — индийская поэтесса[214].
- Макфэдиан, Мелани[англ.] (72) — британская журналистка[215].
- Тарта, Александр[фр.] (94) — французский телережиссёр[216].
- Тотолян, Артём Акопович (93) — советский и российский микробиолог, академик РАМН (1993—2013), академик РАН (2013)[217].
- Фурнье, Анхель[исп.] (35) — кубинский гребец, призёр чемпионатов мира по академической гребле (2013, 2014, 2017)[218].
- Фурнье, Клод (91) — канадский кинорежиссёр, сценарист и оператор-постановщик[219].

## 15 марта
- Вагнер, Томас[нем.] (46) — австрийский футболист (ФК Маттерсбург)[220].
- Веретенников, Виктор Александрович (82) — украинский предприниматель, писатель, продюсер и политик, народный депутат  Украины (1990—1994)[221].
- Геворков, Александр Месропович (96) — советский военный деятель, начальник Главного управления судоремонтных заводов ВМФ СССР (1970—1986), вице-адмирал (1978)[222].
- Де Барруш, Тео[порт.] (80) — бразильский композитор[223].
- Конкутелли, Пьерлуиджи (78) — итальянский террорист[224].
- Корчевский, Ярослав Сильвестрович (69) — украинский государственный деятель, городской голова Днепродзержинска (2008—2010)[225].
- Крафт, Юрий Андреасович (87) — советский и эстонский государственный и хозяйственный деятель, народный депутат СССР (1989—1991)[226].
- Лентнер, Роман (85) — польский футболист, участник Олимпийских игр (1960)[227].
- Молоцкий, Мишель Израилевич (79) — советский и израильский физик, доктор наук (1984), профессор Воронежского государственного университета и Тель-Авивского университета[228].
- Лучак, Александр[пол.] (79) — польский историк и политик, министр образования (1993—1995)[229].
- Накаяма, Таро[яп.] (98) — японский врач и политик, член Палаты представителей (1968—2009), министр иностранных дел (1989—1991)[230].
- Папаиоанну, Мимис (80) — греческий футболист и тренер, игрок национальной сборной[231].
- Хахар, Самир[англ.] (70) — индийский актёр[232].
- Хофтун, Одд[норв.] (95) — норвежский инженер и миссионер[233].
- Чередникова, Маина Павловна (82) — российский фольклорист, доктор филологических наук (1996), профессор УлГПУ (1999)[234].
- Шименас, Йонас[лит.] (69) — литовский политический деятель, депутат Сейма (1990—1992, 1996—2000, 2008—2012)[235].

## 14 марта
- Андреев, Александр Фёдорович (83) — советский и российский физик-теоретик, директор ИФП РАН (1990—2017), академик РАН (1991; академик АН СССР c 1987)[236].
- Босман, Глория[африк.] (49/50) — южноафриканская джазовая певица[237].
- Вагнер, Рихард (70) — немецкий писатель[238].
- Ведик, Вед Пратап[англ.] (78) — индийский журналист[239].
- Григорьянц, Сергей Иванович (81) — советский и российский правозащитник, журналист, литературовед[240].
- Дюссо, Луизетт (82) — канадская актриса и писательница[241].
- Ким Ён Чхоль (98) — южнокорейский юрист, главный судья Верховного суда Кореи[англ.] (1986—1988)[242].
- Колдуэлл, Бобби[англ.] (71) — американский певец и автор песен[243].
- Коссет-Трудель, Жак[фр.] (76) — канадский сценарист и политический активист (Фронт освобождения Квебека)[244].
- Лощинин, Валерий Васильевич (82) — российский дипломат, посол в Белоруссии (1996—1999), постоянный представитель России при международных организациях в Вене (1999—2001) и в Женеве (2005—2011)[245].
- Митник, Леонид Михайлович (77) — советский и российский актёр, заслуженный артист Российской Федерации (1994)[246].
- Рашковский, Нухим Николаевич (76) — советский и российский шахматист, гроссмейстер (1980) и тренер по шахматам, заслуженный тренер России[247].
- Симоне, Клод[фр.] (92) — французский футболист и футбольный функционер, президент Федерации футбола Франции[248].
- Уккелло, Антонина (100) — американская политическая деятельница, мэр Хартфорда (1967—1971)[249].
- Хрустицкий, Анатолий Казимирович (71) — советский и украинский лётчик-испытатель[250].

## 13 марта
- Вестерхольм, Барбро (89) — шведский политик, депутат Риксдага (1988—1999, с 2006), генеральный директор Национального совета по здравоохранению и социальному обеспечению (1988—1999)[251].
- Гордон, Джеймс Бек (77) — американский музыкант и автор песен[252].
- Городилов, Геннадий Александрович (76) — российский певец, народный артист Удмуртии (2000)[253].
- Копылков, Михаил Андреевич (76) — советский и российский художник-керамист[254].
- Курода, Момоко[яп.] (84) — японский поэт и эссеист[255].
- Мальцев, Александр Викторович (47) — российский военнослужащий, сержант, Герой Российской Федерации (2023, посмертно); погиб в бою[256].
- Микулаш, Кароль (100) — словацкий шахтёр, партизан и политзаключённый[257].
- Падилья, Элизеу[порт.] (77) — бразильский политик и государственный деятель, член Палаты депутатов (1995—1999, 2003—2015), министр транспорта (1997—2001), министр гражданской авиации (2015)[258].
- Тугендхат, Эрнст (93) — немецкий философ[259].
- Уевич-Галетович, Мария (89) — хорватский скульптор, действительный член HAZU (1998)[260].
- Уппур, Прадип[англ.] — индийский кинопродюсер (Ardh Satya, Aghaat)[261].
- Церива, Сиприан (86) — южнородезийский легкоатлет (бег на длинные дистанции и марафон), участник Олимпийских игр (1960)[262].
- Шрёдер, Патриция (82) — американский политик, член Палаты представителей (1973—1997)[263].

## 12 марта
- Афегбуа, Франка[англ.] (79) — нигерийская политическая деятельница, сенатор (1983)[264].
- Барлоу, Филлида[англ.] (76) — британская художница и преподаватель изобразительного искусства[265].
- Дрюков, Анатолий Матвеевич (86) — советский и российский дипломат, посол СССР в Сингапуре (1987—1990), СССР и России — в Индии (1991—1996), России — в Армении (1998—2005)[266].
- Дуняк, Ольга Александровна (82) — советский и российский художник декоративно-прикладного искусства[267].
- Каплан, Карел (94) — чешский историк[268].
- Копелент, Марек[чеш.] (90) — чешский композитор[269].
- Коулгейт, Изабель[англ.] (91) — британская писательница и литературный агент[270].
- Лазарчук, Андрей Андреевич (40) — украинский футболист[271].
- Лисовская, Валентина Евгеньевна (64) — советский и российский хореограф и балетмейстер[272].
- Медина, Хауме[исп.] (73) — испанский филолог[273].
- Михайлович, Драгослав (92) — югославский и сербский писатель, академик САНУ (1988)[274].
- Обрежа, Рудель[рум.] (57) — румынский боксёр, бронзовый призёр чемпионата мира (1989), серебряный призёр чемпионата Европы (1989)[275].
- Педру, Антониу[порт.] (82) — бразильский актёр[276].
- Савчук, Владимир Сафронович (85) — советский и украинский экономист, член-корреспондент НАНУ (2003)[277].
- Фосбери, Дик (76) — американский прыгун в высоту, чемпион летних Олимпийских игр (1968), изобретатель современного способа прыжка в высоту фосбери-флоп[278].
- Чугуй, Юрий Васильевич (77) — советский и российский учёный-приборостроитель, научный руководитель Конструкторско-технологического института научного приборостроения СО РАН, заслуженный деятель науки Российской Федерации[279].
- Шевелёв, Виталий Афанасьевич (83) — советский футболист, советский и казахстанский тренер[280].

## 11 марта
- Белхадж, Ахлем[араб.] (59) — тунисская общественная деятельница, основательница и глава Тунисской ассоциации женщин за демократию[281].
- Бойцун, Марко (71) — британский экономист, политолог и историк[282].
- Вильгельм, Вальдемар[пол.] (87) — польский режиссёр, директор театров и театральный педагог[283].
- Джейкс, Джон (90) — американский писатель[284].
- Дидык, Тамара Софроновна (87) — советская и украинская оперная певица (сопрано), народная артистка Украинской ССР (1975)[285].
- Довбий, Александр Петрович (69) — советский футболист, украинский тренер[286].
- Дхруванараяна, Рангасвами[англ.] (61) — индийский политический деятель, депутат Лок сабхи (2009—2019)[287].
- Кефер, Каролина[англ.] (68) — австрийский спринтер, призёр чемпионатов Европы по лёгкой атлетике в помещении (1978, 1979, 1980)[288].
- Коста Тич[англ.] (28) — южноафриканский рэпер[289].
- Лопес Тарсо, Игнасио[исп.] (98) — мексиканский киноактёр[290].
- Пассада, Ивонн[исп.] (66) — уругвайский политик, депутат Палаты представителей (2005—2015), сенатор (2015—2020)[291].
- Пейрамор, Мишель[фр.] (101) — французский писатель[292].
- Пушкин, Виктор Иванович (74) — советский театральный актёр, заслуженный артист РСФСР (1991)[293].
- Рыбчинский, Юрий Александрович (87) — советский и российский фотограф, фотожурналист[294].
- Сартого, Пьеро[итал.] (88) — итальянский архитектор[295].
- Фуллер, Эми (54) — американская спортсменка, серебряный призёр Олимпийских игр в академической гребле (1992), чемпионка мира (1995)[296].
- Шестаков, Владимир Васильевич (71) — советский и российский невролог, доктор медицинских наук, профессор, заслуженный врач России[297].
- Ярова, Нина Александровна (75) — советская и российская актриса, заслуженная артистка Российской Федерации (1994)[298].

## 10 марта
- Бафалис, Скип (93) — американский политик-республиканец, член Палаты представителей (1973—1983)[299].
- Блюсюк, Владимир Иванович (86) — советский и украинский архитектор[300].
- Гайек, Антонин (35) — чешский прыгун на лыжах с трамплина, участник зимних Олимпийских игр (2010) (о смерти было объявлено в этот день)[301].
- Кастилью, Бебету[порт.] (83) — бразильский поп-певец, мультиинструменталист и композитор[302].
- Мехдиев, Имран Азим оглы (87) — советский и азербайджанский экономист, председатель Совета министров Нахичеванской АССР (1979—1982)[303].
- Муратов, Ренат Муратович (65) — российский кардиохирург, доктор медицинских наук (1998), профессор, сотрудник НМИЦ ССХ им. А. Н. Бакулева[304].
- Наполеон XIV[англ.] (84) — американский певец, автор песен и продюсер[305].
- Осорио, Хувенсио (72) — парагвайский футболист, игрок национальной сборной[306].
- Парнис, Алексис (98) — греческий писатель[307].
- Патель, Дхирубен[англ.] (96) — индийская писательница, драматург и переводчица[308].
- Сэм Джонс (76) — британский журналист, радиоведущий, писатель и переводчик[309].
- Таныр, Вефа[тур.] (96) — турецкий политический деятель, министр обороны (1995—1996), министр здравоохранения (1973—1974, 1977) и министр сельского и лесного хозяйства Турции (1991—1993)[310].
- Уилфорд, Майкл[англ.] (84) — британский архитектор[311].
- Ушенин, Владимир Васильевич (76) — советский и российский баянист и искусствовед, профессор Ростовской консерватории (1993), заслуженный артист РСФСР (1991)[312].
- Челнокова, Римма Ивановна (88) — советская и российская ткачиха, Герой Социалистического Труда (1983)[313].
- Ямада, Нориаки[яп.] (71) — японский политик, депутат Палаты представителей (1993—2009)[314].

## 9 марта
- Аль Джавхара бинт Абдул-Азиз Аль Сауд[англ.] — саудовская принцесса, дочь короля Абдул-Азиза[315].
- Блейк, Роберт (89) — американский актёр[316].
- Вальдес Даль-Ре, Фернандо[исп.] (77) — испанский юрист, судья Конституционного суда (2012—2020)[317].
- Варданян, Завен Назаретович (78) — советский и армянский дирижёр, заслуженный деятель искусств Армении[318].
- Гафурифард, Хасан[перс.] (79) — иранский учёный и политик, министр энергетики (1981—1985)[319].
- Да Луш, Эдсон (38) — мозамбикский музыкант и левый общественный деятель[320].
- Кадамба Канана Свами (69) — кришнаитский гуру и проповедник, один из духовных лидеров Международного общества сознания Кришны (ИСККОН)[321].
- Лудуэнья, Луис (69) — аргентинский футболист[322].
- Мешулам, Рафаэль (92) — израильский биохимик[323].
- Микеев, Анатолий Кузьмич (94) — советский деятель пожарной охраны, начальник Главного управления пожарной охраны МВД СССР (1984—1991), генерал-лейтенант внутренней службы (1987)[324].
- Мистик Мег[англ.] (80) — британский астролог[325].
- Музамил, Дауд[англ.] — афганский политический деятель, губернатор провинций Нангархар (2021—2022) и Балх (с 2022 года); убит[326].
- Рехман, Фазалур (81) — пакистанский хоккеист (хоккей на траве), чемпион (1968) и серебряный призёр (1972) летних Олимпийских игр[327].
- Сарулу, Марат (65) — киргизский кинорежиссёр и киносценарист, народный артист Кыргызстана (2016)[328].
- Сычевский, Ян[пол.] (85) — польский политик, депутат Сейма (1997—2001)[329].
- Фарид, Лили Юлианти[индон.] (51) — индонезийская писательница, исследователь, деятель культуры[330].
- Хасидзумэ, Сиро (94) — японский пловец, рекордсмен мира (1949), серебряный призёр летних Олимпийских игр (1952)[331].
- Чилингар, Джордж (85) — американский геолог нефти, иностранный член РАН (1999)[332].

## 8 марта
- Амон, Марсель (93) — французский эстрадный певец[333].
- Бройко, Вадим Михайлович (84) — советский и российский театральный художник, заслуженный деятель искусств РСФСР (1991)[334].
- Брокс, Хендрик[англ.] (80) — индонезийский шоссейный велогонщик, участник летних Олимпийских игр 1960 года[335].
- Гальбьяти, Итало (85) — итальянский футболист[336].
- Годдард, Дениз[англ.] (77) — британская спортивная гимнастка, участница летних Олимпийских игр 1964 года[337].
- Гордон, Берт Айра (100) — американский режиссёр, продюсер, сценарист и специалист по визуальным эффектам[338].
- Донцов, Александр Иванович (73) — советский и российский социальный психолог, академик РАО (1995), муж писательницы Дарьи Донцовой[339].
- Жутовский, Борис Иосифович (90) — советский и российский художник, иллюстратор[340].
- Каллери, Джанмарко (81) — итальянский футболист, предприниматель и спортивный функционер[341].
- Клэйч, Долорес (86) — американская писательница-феминистка, активистка, педагог и журналист; эвтаназия[342].
- Лой, Аглаида Владимировна (71) — советская и российская писательница, редактор, журналист[343].
- Оньянго, Грейс[англ.] (98) — кенийская политическая деятельница, первая в Кении женщина — депутат парламента страны[344].
- Стефанова, Свободка[болг.] (77) — болгарская политическая деятельница, основательница Союза демократических сил Болгарии, депутат Народного собрания[345].
- Тополь, Хаим (87) — израильский актёр, двукратный лауреат премии «Золотой глобус»[346].
- Ющенко, Константин Андреевич (87) — украинский учёный в области материаловедения, академик НАН Украины (2003)[347].

## 7 марта
- Абдалла, Ибтисам[араб.] (80) — иракская писательница и переводчица[348].
- Гайдаенко, Иван Дмитриевич (104) — советский военачальник, военный лётчик, начальник Государственного Краснознаменного научно-испытательного института ВВС (1970—1978), генерал-полковник авиации (1972)[349].
- Ганн, Джон Александр[англ.] (85) — канадский политический философ[350].
- Гацинзи, Марсель (75) — руандийский политический деятель, министр обороны Руанды (2002—2010)[351].
- Давтян, Артак Людвигович (56) — армянский политик, депутат парламента Армении (2009—2017)[352].
- Джена, Прафулла Кумар[англ.] (91) — индийский металлург, член Индийской академии наук[англ.][353].
- Злотников, Андрей Анатольевич (52) — белорусский научный и политический деятель, депутат Палаты представителей Национального собрания (с 2019)[354].
- Коцюбайло, Дмитрий Иванович (27) — украинский военный, Герой Украины (2021), участник российско-украинской войны; погиб в бою[355].
- Кута, Доминик[пол.] (70) — польский гитарист, мультиинструменталист и композитор, участник группы Червоны гитары[356].
- Лауро, Аугусто[итал.] (99) — итальянский католический прелат, епископ Сан-Марко-Арджентано-Скалеа[англ.] (1979—1999)[357].
- Любимов, Григорий Александрович (90) — советский и российский учёный в области механики сплошных сред, доктор физико-математических наук (1965), заслуженный деятель науки Российской Федерации (2000)[358].
- Маккормик, Патрисия (92) — американская прыгунья в воду, четырёхкратная олимпийская чемпионка (1952, 1956)[359].
- Моханти, Джитендра Натх (95) — индийский философ[360].
- Романенко, Виктор Дмитриевич (92) — советский и украинский гидробиолог, академик АН УССР / НАН Украины (1988), народный депутат СССР (1989—1991)[361].
- Сирадж, Хатиджун Нисса[англ.] (97) — сингапурская активистка за права женщин[362].
- Соловьёва, Тамара Васильевна (82) — советская актриса театра и кино, заслуженная артистка Грузинской ССР (1983)[363].
- Фалконер, Ян[англ.] (63) — американский писатель и иллюстратор (The New Yorker)[364].
- Фарфан, Сальвадор (90) — мексиканский футболист, участник чемпионата мира (1962)[365].
- Финдейсен, Владислав[пол.] (97) — польский инженер и политик, академик ПАН (1986), сенатор (1989—1993)[366].
- Хафлигер, Андре (93) — швейцарский тополог[367].
- Чаушов, Георги[болг.] (84) — болгарский карикатурист и аниматор[368].
- Чухрий, Сергей (84) — советский и молдавский дирижёр и композитор, народный артист Молдавии (1992)[369].

## 6 марта
- Абаренков, Игорь Васильевич (91) — советский и российский физик, доктор физико-математических наук, профессор, заслуженный деятель науки Российской Федерации[370].
- Аль-Ансари, Абдулрахман[англ.] (87) — саудовский археолог[371].
- Байер, Джорджина (65) — новозеландская актриса и политик, член Парламента (1999—2007), первая в мире открытая трансгендерная женщина, избранная депутатом в национальный парламент[372].
- Ван Сяомо[англ.] (84) — китайский инженер по радиолокации, «отец системы воздушного предупреждения и управления в Китае»[373].
- Войта, Йозеф (87) — чехословацкий футболист, игрок национальной сборной, серебряный призёр летних Олимпийских игр (1964), бронзовый призёр чемпионата Европы (1960)[374].
- Глужкова, Ивана (62) — чешская актриса[375].
- Головин, Вячеслав Владимирович (70) — советский футболист[376].
- Гришин, Сергей Арсенович[англ.] (56) — российский и американский миллиардер[377].
- Кудринский, Валерий Иннокентьевич (75) — советский и российский художник-график, член-корреспондент Российской академии художеств (2012)[378].
- Куликов, Кузьма Иванович (85) — советский и российский историк и публицист, доктор исторических наук, профессор, заслуженный деятель науки Российской Федерации[379].
- Лафренц, Трауте (103) — немецкая участница Сопротивления, последняя остававшаяся в живых участница подпольной группы «Белая роза»[380].
- Литвин, Алтер Львович (91) — советский и российский историк, доктор исторических наук (1976), профессор (1979), заслуженный деятель науки Российской Федерации (1999)[381].
- Макфадден, Реджинальд (70) — американский серийный убийца[382].
- Мани, Кен[англ.] (88) — канадский физиолог, астронавт и прыгун в высоту, участник Олимпийских игр (1956)
- Миеси, Тору[яп.] (95) — главный судья Японии (1995—1997)[383].
- Обонаи, Сейко[яп.] (83) — японская толкательница ядра, участница Олимпийских игр (1964)[384].
- Папа, Бениньо Луиджи (87) — итальянский католический прелат, епископ Оппидо-Мамертина-Пальми (1981—1990), архиепископ Таранто (1990—2011)[385].
- Пападопулос, Спирос[греч.] (91) — греческий политик, депутат Парламента (1985—1993)[386].
- Харин, Павел Петрович (95) — советский и российский каноист, чемпион и серебряный призёр летних Олимпийских игр 1956 года на каноэ-двойке, четырёхкратный чемпион СССР[387].
- Янецкий, Владислав[пол.] (88) — польский политик, депутат Сейма (1985—1989)[388].
- Ярнут, Йорг[нем.] (81) — немецкий историк[389].

## 5 марта
- Айала, Франсиско Хосе (88) — американский биолог и философ, член Национальной академии наук США (1980), иностранный член РАН (1994)[390].
- Анас, Азвар (91) — индонезийский политический деятель, министр транспорта (1988—1993), министр социального обеспечения (1993—1998) и губернатор Западной Суматры (1977—1987)[391].
- Богоявленская, Генриетта Евгеньевна (92) — советский и российский вулканолог, сотрудник ИВиС ДВО РАН[392].
- Бонзак, Клаус (81) — немецкий саночник, чемпион Зимних Олимпийских игр 1968 года[393].
- Ванни, Хелен[англ.] (99) — американская оперная певица, солистка «Метрополитен-опера» (1956—1970)[394].
- Вагьоци, Имре[англ.] (90) — венгерский каноист, чемпион мира (1954)[395].
- Джей, Аллан[англ.] (91) — британский фехтовальщик, 2-кратный серебряный призёр Олимпийских игр (1960), чемпион мира (1959)[396].
- Джиларди, Пьеро[итал.] (80) — итальянский скульптор[397].
- Зрядчиков, Александр Модестович (76) — советский баскетболист, советский и российский баскетбольный тренер, заслуженный тренер России [398].
- Кейта, Карунга[фин.] (80) — малийский футболист и тренер, игрок национальной сборной[399].
- Клинге, Матти[фин.] (86) — финский историк[400].
- Монтгомери, Кеннет[англ.] (79) — британский дирижёр[401].
- Онорато, Пьерлуиджи[итал.] (84) — итальянский политик, член Палаты депутатов (1979—1987), сенатор, (1987—1992)[402].
- Родригес Фильо, Педро (68) — бразильский серийный убийца; убийство[403].
- Россингтон, Гэри[англ.] (71) — американский рок-гитарист, один из основателей Lynyrd Skynyrd[404].
- Салваду, Антониу[порт.] (87) — португальский писатель[405].
- Сасахара, Сёдзо (93) — японский борец вольного стиля, олимпийский чемпион (1956) и чемпион мира (1954)[406].
- Тельчид, Сильвана[фр.] (81) — гваделупская креольская писательница и переводчица[407].
- Фадель, Шарифа[араб.] (84) — египетская эстрадная певица и актриса[408].
- Филью, Ромуалду Арппи (84) — бразильский футбольный судья, главный арбитр финала чемпионата мира-1986[409].
- Хетеньи, Антал[англ.] (75) — венгерский дзюдоист, участник летних Олимпийских игр 1972 года[410].
- Эйлмер, Ричард[англ.] (91) — британский лыжник, участник зимних Олимпийских игр 1956[411].
- Эчерли, Клер (92) — французская писательница, лауреат премии «Фемина» (1967)[412].

## 4 марта
- Арппи Фильо, Ромуалдо (84) — бразильский футбольный судья[413].
- Батт, Фил (96) — американский политик, губернатор Айдахо (1995—1999)[414].
- Бауманн, Хайнц[англ.] (95) — немецкий актёр кино и театра[415].
- Бойжело, Жак[англ.] (93) — бельгийский кинорежиссёр и сценарист[416].
- Грачёва, Татьяна Васильевна (72) — советский и российский политолог и публицист[417].
- Дегамо, Роэль[англ.] (56) — филиппинский политик, губернатор провинции Восточный Негрос (с 2011 года); убит[418].
- Зантероглу, Христос (82) — греческий футболист[419].
- Михайлов, Георгий Александрович (99) — советский и российский военачальник, заместитель начальника ГРУ ГШ СССР — начальник Информации (1979—1989), генерал-полковник (1983)[420].
- Рач, Янош[англ.] (81) — венгерский баскетболист, участник Олимпийских игр 1964 года[421].
- Стеркс, Лео[англ.] (86) — бельгийский трековый велосипедист, серебряный призёр Олимпийских игр 1960 года[422].
- Фернандес, Джозеф Габриэль (97) — индийский католический прелат, епископ Квилона (1978—2001)[423].

## 3 марта
- Аношкина, Вера Николаевна (93) — советский и российский литературовед, профессор, доктор филологических наук[424].
- Арыштаева, Людмила Александровна (65) — советская и российская певица, солистка Хакасской республиканской филармонии имени В. Г. Чаптыкова, народная артистка Республики Хакасия[425].
- Асторре, Бруно[итал.] (59) — итальянский политик, сенатор (с 2013); самоубийство[426].
- Воробьёв, Леонид Евгеньевич (83) — советский и российский физик, доктор физико-математических наук, профессор[427].
- Вундерлих, Анна[пол.] (68) — польский художник-постановщик, трёхкратный лауреат Гдыньского кинофестиваля[428].
- Жуков, Юрий Николаевич (85) — советский и российский историк, доктор исторических наук[429].
- Имаи, Хироси[яп.] (81) — японский политик, депутат Палаты представителей (1993—2000, 2003—2009)[430].
- Ластовецкий, Николай Николаевич (86) — советский и украинский актёр, народный артист Украины (2007)[431].
- Лежандр, Пьер[фр.] (92) — французский историк права и психоаналитик[432].
- Ли Сан Чун (87) — малайзийский политик и государственный деятель, министр труда (1974—1978), министр транспорта (1989—1993), депутат Парламента (1959—1983)[433].
- Линдли, Дэвид[англ.] (78) — американский музыкант-мультиинструменталист и певец[434].
- Липсо, Яак Эдуардович (82) — советский баскетболист, чемпион мира (1967), трёхкратный чемпион Европы (1963, 1965, 1967), серебряный (1964) и бронзовый (1968) призёр летних Олимпийских игр[435].
- Менис, Арджентина (74) — румынская метательница диска, серебряный призёр летних Олимпийских игр (1972)[436].
- Мукерджи, Сатьябрата[англ.] (90) — индийский политик и государственный деятель, министр химической промышленности и удобрений (2000—2002), министр торговли и промышленности (2002—2004), депутат Лок сабхи[437].
- Мулас, Франко (84) — итальянский живописец[438].
- Оэ, Кэндзабуро (88) — японский писатель, лауреат Нобелевской премии по литературе (1994)[439].
- Пробатова, Нина Сергеевна (83/84) — советский и российский ботаник, доктор биологических наук (1993)[440].
- Рамсей, Эйлин[англ.] (82) — британская писательница[441].
- Сайзмор, Том (61) — американский киноактёр[442].
- Смирнова, Наталия Александровна (90) — советский и российский химик, член-корреспондент РАН (1997)[443].
- Соутер, Камилла[англ.] (93) — ирландская художница[444].
- Спилуттини, Маргарита[нем.] (75) — австрийский фотограф[445].
- Стовалл, Лу[англ.] (86) — американский художник[446].
- Тихонов, Ростислав Евгеньевич (82) — советский и российский научный и политический деятель, ректор Российской академии управления при Правительстве РФ (1991—1994), народный депутат РСФСР/РФ (1990—1993)[447].
- Фаулер, Кристофер (69) — английский писатель[448].
- Филиппов, Геннадий Алексеевич (91) — советский и российский учёный-механик, доктор технических наук, специалист в области энергетического машиностроения, академик РАН (2000)[449].
- Чаттопадхьяй, Састхипата[англ.] (81) — индийский писатель[450].
- Шульпин, Георгий Борисович (76) — советский и российский химик, ведущий научный сотрудник Института химической физики (ИХФ) им. Н. Н. Семёнова РАН, доктор химических наук[451].
- Эль-Гариб, Мохи Эль-Дин[англ.] (90) — египетский экономист, бизнесмен и политик, министр финансов (1996—1999)[452].

## 2 марта
- Ахмади, Азиз Мушаббер[англ.] (90) — главный судья Индии (1994—1997), ректор Алигархского мусульманского университета (2003—2010)[453].
- Бартосик, Николай Григорьевич (71) — украинский и американский художник[454].
- Бауэрмейсер, Мэри (87) — немецкая художница и скульптор[455].
- Виньоли, Рафаэль[исп.] (78) — уругвайский архитектор[456].
- Дасгупта, Чандрашекхар[англ.] (82) — индийский дипломат, посол в Европейском Союзе, Бельгии, Люксембурге и Китае[457].
- Захаров, Евгений Владимирович (85) — советский и российский математик, доктор физико-математических наук, заслуженный профессор МГУ[458].
- Каччиаторе, Джузеппе (77) — итальянский философ и историк философии, член Национальной академии деи Линчеи[459].
- Кодмани, Бассма (64) — сирийский политолог, общественный деятель и диссидент[460].
- Кристофферсен, Пер (85) — норвежский футболист, игрок «Фредрикстада» и национальной сборной[461].
- Маки, Стив (56) — британский певец, автор песен, клавишник, гитарист и актёр[462].
- Молинс, Хосе[исп.] (90) — испанский стайер, участник летних Олимпийских игр (1960)[463].
- Онетто, Мария[исп.] (56) — аргентинская актриса[464].
- Пьянков, Борис Евгеньевич (87) — советский и российский военачальник, начальник Гражданской обороны СССР — заместитель министра обороны СССР (1991), заместитель главнокомандующего Объединёнными Вооружёнными Силами Содружества Независимых государств (1992—1993). Генерал-полковник (1988)[465].
- Робинсон, Пол[англ.] (81) — американский физик, член Национальной инженерной академии США (1998)[466].
- Стир, Готхард[нем.] (84) — немецкий певец и хоровой дирижёр[467].
- Фатеев, Владимир Афанасьевич (71) — советский и российский живописец, театральный художник, график[468].
- Целлер, Йоахим[нем.] (70) — немецкий политический деятель, депутат Европарламента (2009—2019)[469].
- Шортер, Уэйн (89) — американский джазовый саксофонист, двенадцатикратный лауреат премии «Грэмми»[470].

## 1 марта
- Абдулайе, Сулей (57—58) — нигерский государственный и политический деятель, премьер-министр Нигера (1994—1996)[471].
- Араб, Ахмед[фр.] (89) — алжирский футболист, участник летних Олимпийских игр (1960) в составе сборной Франции, игрок национальной сборной (1963—1964)[472].
- Бим-Бад, Борис Михайлович (81) — советский и российский педагог, теоретик педагогики и публицист, академик РАО (1992)[473].
- Вайбель, Петер (78) — австрийский художник, куратор и теоретик медиаискусства[474].
- Виктория, Бойбитс[англ.] (50) — филиппинский баскетболист, семикратный чемпион Филиппинской баскетбольной ассоциации[475].
- Инжиевский, Алексей Алексеевич (88) — советский и российский государственный, партийный деятель и дипломат, первый секретарь Карачаево-Черкесского обкома КПСС (1978—1988), генеральный консул СССР и России в Варне (1989—1992)[476].
- Кеннард, Ольга[англ.] (98) — британский кристаллограф, член Лондонского королевского общества (1987)[477].
- Кольц, Аниза (94) — люксембургская писательница[478].
- Мальвестуто, Джильберто[итал.] (101) — итальянский партизан[479].
- Милн, Лорна[англ.] (88) — канадский политик, сенатор (1995—2009)[480].
- Надыргулов, Азат Ахмадуллович (60) — российский башкирский театральный актёр и режиссёр, художественный руководитель Башкирского театра драмы имени Мажита Гафури, народный артист Башкортостана[481].
- Перкинс, Филлис[англ.] (89) — британская легкоатлетка (бег на средние дистанции), участница летних Олимпийских игр 1960 года[482].
- Петри, Сетембрину[порт.] (100) — бразильский геолог, член Бразильской академии наук[483].
- Серрано, Ирма (89) — мексиканская актриса, композитор и певица[484].
- Стеллути, Карло[итал.] (78) — итальянский политический деятель, депутат парламента Италии[485].
- Собченко, Артём Юрьевич (31) — украинский военнослужащий, младший сержант, участник российско-украинской войны, Герой Украины (2023, посмертно); погиб в бою.
- Фонтен, Жюст (89) — французский футболист, обладатель рекорда по голам на одном чемпионате мира — 13 (1958)[486].